# Nerina
A Nerina görög mitológiai eredetű olasz női név, a Nereiné névből származik, mely az egyik Nereidának a neve, akik Néreusz tengeristen leányai voltak.

## Rokon nevek
- Nerella:[1] a Nerina olasz alakváltozata.[2]

## Gyakorisága
Az 1990-es években szórványos név, a 2000-es években nem szerepelnek a 100 leggyakoribb női név között.

## Névnapok
Nerina, Nerella
- május 12.[2]
- december 25.[2]